# تایکون
تایکون (به ژاپنی: 大君 Taikun) در زبان ژاپنی باستانی یک اصطلاح احترام است که از زبان چینی گرفته شده‌است. زمانی به یک حاکم مستقل اشاره داشت که از اصل و نسب سلطنتی برخوردار نباشد. در دوره ادو، این کلمه به عنوان یک عنوان دیپلماتیک به معنی شوگون ژاپن، در روابط با کشورهای خارجی استفاده می‌شد، به عنوان تلاشی برای بیان اهمیت مهمتر از امپراتور ژاپن. نام رسمی «نیهون-کوکو تایکون» (تایکونِ ژاپن) است.